# Дрого (майордом)
Дрого (лат. Drogo; умер после 754) — майордом Австразии (747—751/754) из династии Пипинидов.

## Биография
Основными историческими источниками о жизни Дрого являются хроника продолжателей Фредегара, несколько хартий и писем его современников, а также более поздние франкские анналы.
Дрого был старшим сыном майордома Австразии Карломана и его неизвестной по имени супруги. Карломан, в свою очередь, был старшим сыном Карла Мартелла. Из-за этого Дрого мог рассматриваться франкской знатью как наиболее вероятный наследник власти своих отца и деда.
Дата рождения Дрого точно не известна, но он родился ещё до 741 года, когда Карломан получил должность майордома. Текст хартии о возведении на престол в 743 году нового короля Хильдерика III свидетельствует, что главным инициатором восстановления монархии у франков был Карломан. Вероятно, его целью было воссоздание для своих сыновей системы, при которой майордом управлял государством от имени «ленивых королей»-Меровингов. Первое упоминание о Дрого в современных ему документах датировано 6 июня 747 года, когда он подписал дарственную хартию своего отца аббатству Ставло-Мальмеди.
В 747 году Карломан отправился с паломничеством в Рим. Последний подписанный им как майордомом документ датирован 15 августа этого года. По свидетельству «Хроники продолжателей Фредегара», Карломан оставил детей под опекой своего младшего брата Пипина Короткого. Дрого к этому времени, вероятно, уже достиг совершеннолетия. Одно из писем «апостола Германии» святого Бонифация, в котором Дрого назван майордомом, позволяет сделать вывод, что он унаследовал должность своего отца. Его реальная власть распространялась на земли Австразии, Тюрингии и Алеманнии. Предполагается также, что Дрого мог осуществлять управление и королевским двором Хильдерика III. Как наследник Карломана он пользовался значительным влиянием в восточных землях Франкского государства. Это позволило ему в 747 или 748 году собрать государственный сейм для восточных областей королевства. В это же время был созван и церковный собор, на котором обсуждались вопросы реформирования церкви Франкского государства. Он был проведён одновременно с синодом, созванным по этому же поводу Пипином Коротким.
После рождения (вероятно, в 748 году) у Пипина Короткого сына и наследника Карла, Дрого стал терять свои позиции среди знати. Вероятно, до этого он пытался проводить самостоятельную от Пипина политику, помогая другому своему дяде Грифону в 747 году бежать из заключения. Однако к началу 750-х годов вся реальная власть во Франкском государстве уже оказалась сосредоточена в руках Пипина Короткого. Тем не менее, о каких-либо военных конфликтах между ним и Дрого исторические источники не сообщают. В это время Карломан стал монахом в монастыре Монтекассино и утратил возможность влиять на события у себя на родине.
В 751 году власть Пипина настолько усилилась, что он смог добиться от папы римского Захария поддержки свержения последнего короля Хильдерика III. Последний монарх из династии Меровингов был лишён престола и сослан сначала в монастырь Ситью, а затем в аббатство Сен-Бертен. Новым правителем государства стал сам Пипин Короткий. Вероятно, он не согласовывал этот шаг с другими потомками Карла Мартелла. В результате, восшествие Пипина Короткого на престол вызвало недовольство среди Пипинидов. Об этом свидетельствует послание папы римского Стефана от 753 года, в котором он убеждал Дрого и Грифона в необходимости оказывать покорность новому франкскому монарху. О том, продолжал Дрого в это время оставаться майордомом, в современных ему источниках сведений не сохранилось. Предполагается, что эта должность могла быть ликвидирована сразу после восшествия Пипина Короткого на престол в 751 году, или что Дрого мог формально оставаться майордомом Австразии и в более позднее время.
В конце 753 года Стефан II (III) приехал к Пипину Короткому, чтобы убедить короля совершить поход против лангобардов. Вероятно, по просьбе короля Айстульфа Карломан в это же время возвратился из Италии на родину. Он намеревался предотвратить франкско-лангобардскую войну и оказать поддержку своему сыну Дрого. Однако все его мирные инициативы были отвергнуты, а помазание на престол Пипина папой Стефаном положило конец надеждам Карломана видеть своего сына Дрого правителем Франкского государства. Видя крах всех замыслов, Карломан под влиянием папы римского удалился в один из монастырей во Вьене. Находясь здесь под наблюдением королевы Бертрады, он скоропостижно скончался 17 августа 754 года. Желая избавиться от возможных соперников, Пипин Короткий повелел постричь детей Карломана (в том числе, и Дрого) в монахи и сослать в монастыри. Этим актом он лишил их всех прав на участие в престолонаследии. О дальнейшей судьбе Дрого в источниках сведений не сохранилось. Предполагается, что он умер вскоре после заключения в монастырь.